# Agnosticisme
Ne doit pas être confondu avec Apathéisme ou Ignosticisme.

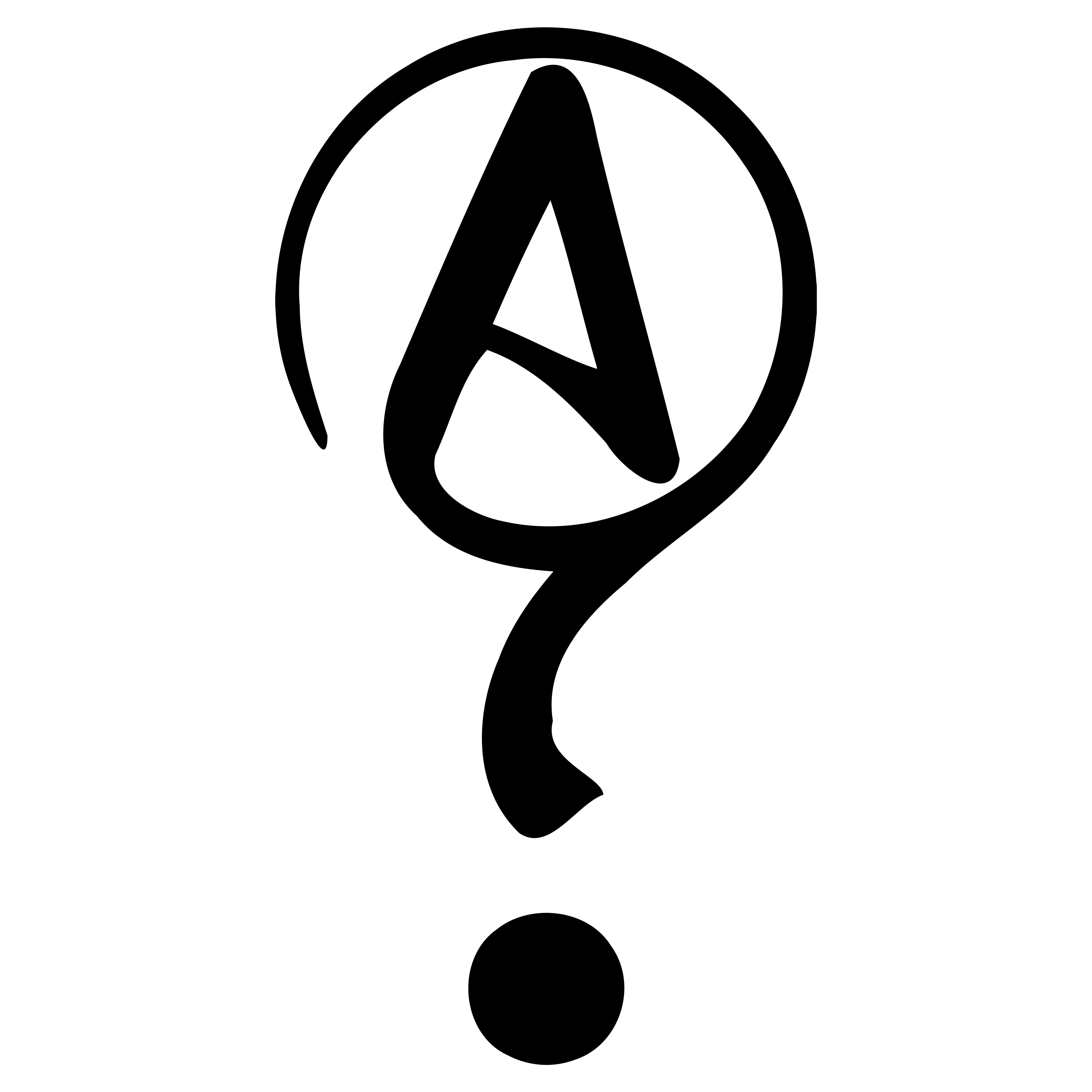
Un symbole de l'agnosticisme.

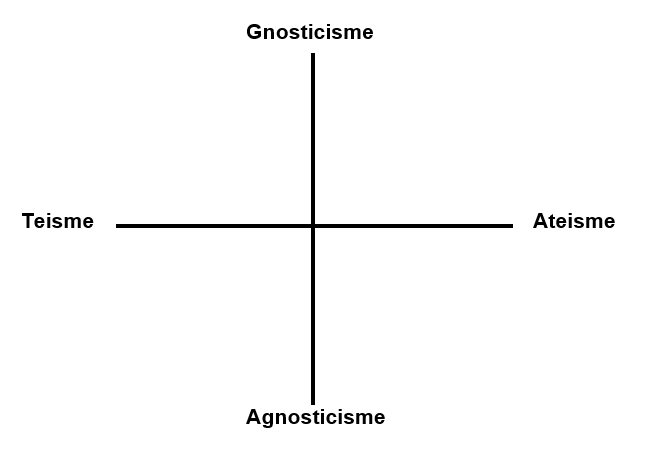
Deux balances de la croyance représentées par deux droites perpendiculaires, une du théisme à l'athéisme et une du gnosticisme à l'agnosticisme.

L'agnosticisme (/a.ɡnɔs.ti.sism/) est une attitude philosophique consistant à aborder de façon sceptique les questions de religion et de métaphysique, et à affirmer que l'esprit humain ne peut pas accéder à l'absolu.
Ce concept repose sur une position sceptique selon laquelle tout ce qui n'est pas expérimental est inconnaissable. Selon les agnostiques, il est impossible d'accéder à l'absolu et donc de trancher le débat sur l'existence d'un dieu ou d'une divinité,. Il n'y a aucune preuve impartiale sur le sujet et il n'est pas possible de se prononcer.
Les agnostiques tendent à n'accorder aucune transcendance ni aucune valeur sacrée aux religions (prophète, messie, textes sacrés, etc.) et à leurs institutions (clergé, rituels, prescriptions diverses, etc.). Aux yeux d'un agnostique, les religions sont bien trop «humaines» du fait de leurs modes de fonctionnement et des dynamiques anthropologiques sur lesquelles elles reposent (soutien psychologique face à la mort, analogie anthropocentrique d'un dieu bâtisseur de l'Univers, etc.) pour qu'elles puissent avoir un quelconque lien direct avec une éventuelle et hypothétique forme d'intelligence surnaturelle.

## Étymologie

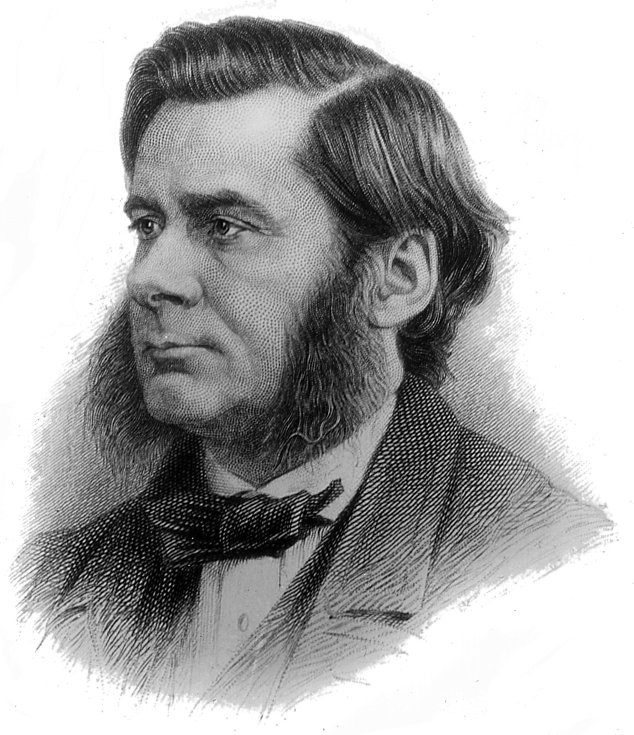
Thomas Henry Huxley, l'inventeur du mot « agnostique ».

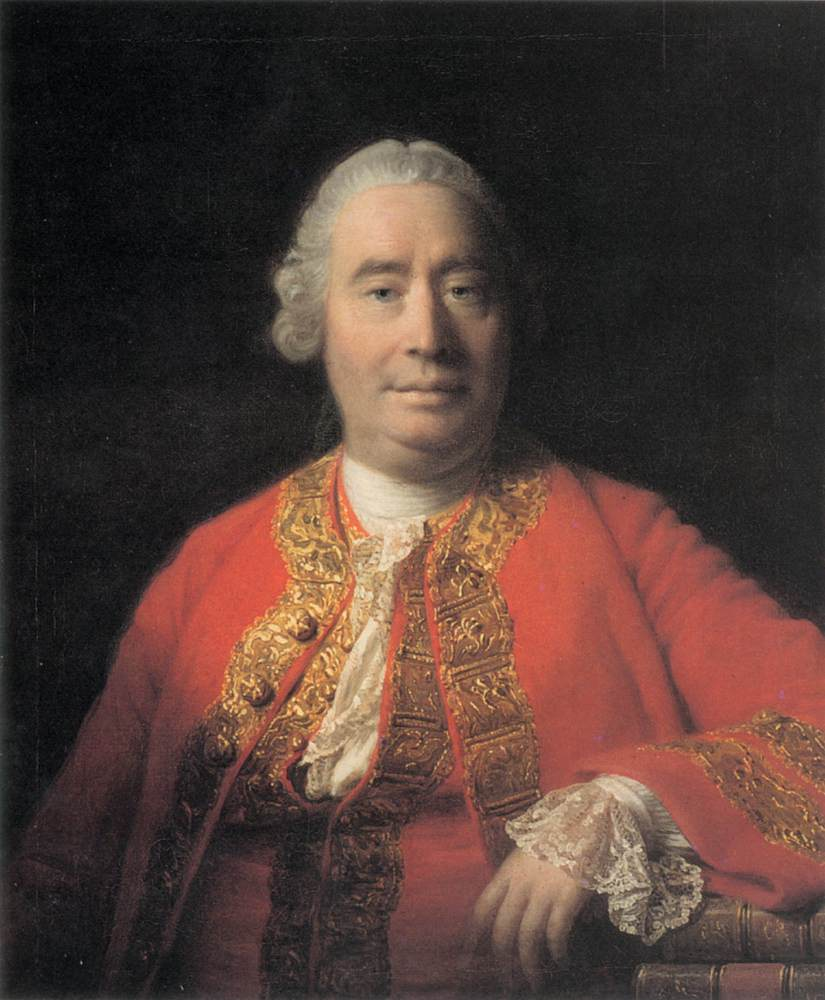
David Hume (1711 - 1776), historien et philosophe, par Allan Ramsay.

Le terme « agnosticisme » (parfois incorrectement écrit agnostisme par une fausse étymologie), vient du grec αγνωστικισμός / agnôstikismós, lui-même tiré de agnôstos (ignorant), la « gnôsis » étant la connaissance ; il désigne la privation de connaissance ou l'impossibilité de connaître ce qui dépasse l'expérience. Il s'agit donc d'une position plutôt épistémologique qui met éventuellement en question la légitimité de la métaphysique, de la révélation, de la divination, etc. L'agnosticisme n'est pas une opposition systématique et spécifique au gnosticisme, qui est une doctrine liée aux débuts du christianisme, mais a un sens beaucoup plus général. Antérieurement au christianisme, le mot « agnostique » désignait une personne qui n'avait pas été initiée à la « gnose », c'est-à-dire à une croyance mystique en un « savoir parfait et absolu ».
Le mot « agnostique » a été forgé en 1869, dans une intention « polémique », par Thomas Henry Huxley (1825-1895) pour signifier « l'antithèse évocatrice du « gnostique » dans l'histoire de l'Église, qui professait en savoir tant sur les choses mêmes à propos desquelles j'étais ignorant… » Il voulait que le terme fît comprendre que la métaphysique est « vide de sens » ; comme le pensait déjà le philosophe empiriste David Hume qui recommande, à la fin de son Enquête sur l'entendement humain, de jeter aux flammes les livres de théologie ou de métaphysique scolastique.

## Concepts complémentaires
Les concepts suivants sont proches, mais néanmoins distincts, de l'agnosticisme.
Le déisme postule un être transcendant — un « dieu » indéfinissable — qui n'interagit pas avec le monde, tout en restant à l'écart de toute religion révélée et ritualisée. Même s'il peut considérer que la vérité sur cet être transcendant est inconnaissable, le déisme prend position en faveur de son existence. C'était la position officielle de Benjamin Franklin, reflétée par son épitaphe.
L'athéisme, qui considère qu'il n'y a pas de dieu, ou en tout cas pas de raison de supposer qu'il y en ait un. Richard Dawkins présente l'agnosticisme comme simplement la version politiquement correcte de l'athéisme, proposant une démonstration qu'elle ne s'en distingue en rien concrètement.
L’antithéisme est une opposition active au théisme.
Le scepticisme philosophique considère en général que la vérité sur ce qui échappe à l'expérience ne peut être connue avec certitude. Selon cette attitude philosophique, et selon la formule de Bertrand Russell « on ne doit prendre position que sur preuve, et s'en abstenir lorsque la preuve fait défaut ».
L'apathéisme considère que la question de l'existence ou de l'inexistence de dieu ne possède pas d'intérêt ni d'utilité pratique. Un exemple est la célèbre réponse du mathématicien Pierre-Simon de Laplace interrogé par Napoléon sur l'absence de dieu dans son système du monde : « Sire, je n'ai pas eu besoin de cette hypothèse ».

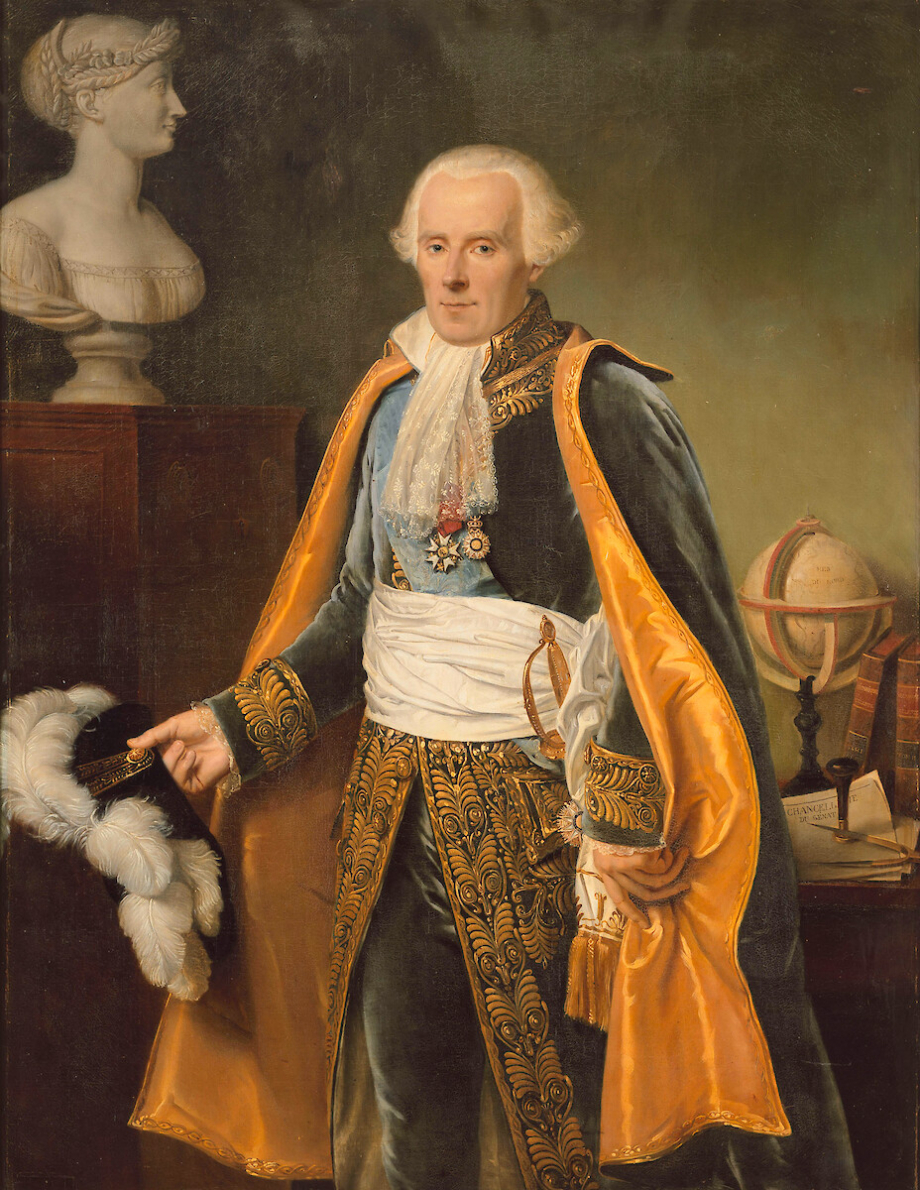
Pierre-Simon Laplace (1745-1827), mathématicien et astronome.

Ainsi, le déisme est bien un théisme, même s'il incorpore une certaine notion de scepticisme. Bertrand Russell et Richard Dawkins, tous les deux non croyants, ne prétendent pas que la question de l'inexistence de dieu, comme celle de son existence, est connaissable. Car si toute croyance n'est pas forcément une connaissance, toute connaissance est classiquement définie comme croyance vraie et justifiée. Comme d'autres, ils estiment ainsi l'agnosticisme compatible avec l'athéisme comme avec le théisme, puisque l'agnostique ne se prononce pas sur la connaissance de dieu. Reconnaître cette position ne nécessite d'ailleurs pas d'être agnostique et athée. Les agnostiques s'opposent aux croyants, qui considèrent probable ou certaine et connaissable l'existence de telles divinités, mais éventuellement aussi aux athées estimant que l'improbabilité ou l'impossibilité d'existence de dieu est également inconnaissable. Ainsi certains agnostiques se disent athées et d'autres théistes, alors que d'autres encore se disent ni l'un, ni l'autre. Bien que le degré de scepticisme varie selon les individus :
- premièrement, ceux qui affirment connaître (γνῶσις / gnôsis, « l'action de connaître » en grec ancien) peuvent, paradoxalement et théoriquement, avoir un niveau de doute plus élevé que les agnostiques, étant donné que pour certains de ceux-ci, la certitude totale n'est pas nécessaire à la connaissance ou, réciproquement, que pour certains agnostiques un niveau très élevé de certitude n'est pas suffisant pour qu'une croyance atteigne la valeur de connaissance ;
- deuxièmement, les agnostiques s'accordent pour dire qu'il n'existe pas de preuve définitive suffisante pour qu'une croyance en l'existence ou en l'inexistence de dieu atteigne la valeur de connaissance, et affirment l'impossibilité de se prononcer en matière de connaissance, et même parfois de croyance, malgré le fait qu'une connaissance comme cas particulier de croyance soit classiquement admis par certains philosophes, même après Edmund Gettier.

## Positions philosophiques

### Agnosticisme provisoire en pratique
« Peut-être qu'il sera possible, un jour, de savoir si Dieu existe ou non. Les éléments dont nous disposons à l'heure actuelle sont encore insuffisants, mais l'on peut espérer que des preuves indiscutables et scientifiquement établies seront un jour acquises. »
C'est là la position de ce qui peut être nommé l’« agnosticisme provisoire en pratique » (abrégé APP). Celui-ci estime que si un ou des dieux ont « créé » le monde, ils l'ont fait en cohérence avec les principes qui régissent « leur propre dimension », de manière que leur œuvre (l'Univers) soit conforme à leur intention, et surtout, que d'éventuelles interventions divines postérieures à cette création initiale (illustrées par exemple, par « des révélations à des prophètes consignées dans des Écritures », « des miracles », « des personnes s'affirmant en contact direct avec Dieu ») soient envisageables. De cette manière, on peut supposer que l'existence d'une divinité reste à la portée de notre raison, et cette hypothétique existence constitue donc une question que la science pourra éventuellement résoudre un jour, notamment par le moyen de l'étude de ses éventuelles interventions sur Terre. En attendant, les partisans de cet agnosticisme peuvent établir des probabilités sur l'existence de(s) dieu(x) en se fondant sur les seuls éléments de preuves accessibles pour l'instant (récits, miracles, fossiles…), et en confrontant les arguments des diverses positions. L'agnosticisme provisoire en pratique prendra fin quand sera apportée à la question du divin une réponse scientifiquement irréfutable.

### Agnosticisme définitif de principe
« Il est impossible de savoir si un ou des dieux existent, que cette question soit abordée de manière scientifique ou non. La vérité à ce sujet est en dehors des lois scientifiques, rationnelles, physiques et matérielles qui régissent cet univers présent et toutes les « prétendues » preuves avancées par l'Homme sont insuffisantes. L'existence de Dieu ne peut donc être démontrée[réf. nécessaire]. »

La phrase précédente synthétise le courant agnostique qu'est l'agnosticisme définitif de principe (ADP). Cette thèse s'appuie sur certains phénomènes et paradoxes que la science, la logique se révèlent actuellement incapables d'expliquer, mais surtout sur l'idée que l'humanité vivant sur la planète Terre ne représente qu'une part infime de l'Univers, et même tellement infime qu'elle ne sera, sans doute, pas en mesure de l'appréhender totalement. Aussi, si des êtres pensants avaient créé le monde, les intentions de ces êtres ne devraient guère se concentrer sur nous. Plus on se rend compte de la complexité du monde dans lequel nous vivons, plus les créateurs supposés en être à l'origine doivent être complexes et puissants comparés à nous, et moins alors il devient probable que l'humanité bénéficie d'une attention divine particulière (donc encore moins un individu). La notion de preuve devient ainsi illusoire : même si un croyant argue des miracles décrits dans ses textes sacrés (et même si un prophète en faisait la démonstration), il pourra toujours lui être objecté qu'il s'agit d'une technologie inconnue ou de magie qui n'a pas nécessairement de lien avec une divinité. L'ADP insiste sur la « vanité » de l'homme se croyant capable de répondre à la question de l'existence de dieux. Pour ses tenants les plus extrêmes, la question de l'existence de dieux est extra-rationnelle et ne peut donc faire l'objet d'une étude rationnelle et, pour ce motif même, elle ne peut pas être discutée.
En pratique, les tenants de l'APP ont plutôt tendance à regarder les religions et leurs témoignages avec le même scepticisme que d'autres preuves plus scientifiques ; leurs convictions étant ouvertes à l'arrivée de toutes preuves infirmant ou confirmant l'existence de Dieu. En revanche, si les tenants de l'ADP partagent la même indécision quant à l'existence d'un être supérieur (au-delà de l'aspect rationnel), ils ont tendance à rejeter totalement et définitivement tout caractère sacré des religions (clergé, livres sacrés, miracles mis en avant dans la liturgie...)[réf. nécessaire]. Ce, à la fois parce qu'ils considèrent ces institutions comme de pures constructions sociales, mais aussi parce que, pour eux, l'Univers est si immense, si complexe et nos capacités de perception et de compréhension si limitées, que postuler une intervention divine sous la forme de messie ou de prophète est une absurdité, qui devrait par elle-même nous rappeler le caractère humainement construit et non divinement révélé des religions. Sont donc distinctes, au sein du débat agnostique, la question de l'existence d'une intelligence supérieure de celle du caractère transcendantal ou non des religions et des institutions religieuses humaines.
Le refus de se prononcer, dans l'agnosticisme définitif de principe, n'implique pas une mise en équiprobabilité des hypothèses d'existence et d'inexistence de Dieu. On parlera plutôt dans ce cas d'un agnosticisme provisoire en pratique parfaitement neutre et impartial, car quand bien même il s'affirmerait aussi sceptique que l'agnosticisme définitif de principe face à toute éventuelle preuve à venir sur la question, à partir du moment où sont fixées des probabilités, il fait l'hypothèse d'un dieu intra-rationnel, c'est-à-dire qui peut être appréhendé par la raison.

### Agnosticisme et religion
L'agnostique peut choisir par convention sociale de s'affilier, malgré tout, à une croyance religieuse, alors qu'il n'a ni la certitude de l'existence d'une intelligence supérieure, ni le respect dû aux rituels et aux hommes d'Église ; mais cela lui évitera une éventuelle exclusion sociale, plus ou moins probable en fonction de la religiosité de son groupe social d'appartenance.
Certains agnostiques peuvent même se revendiquer ouvertement chrétiens ou musulmans dans une logique d'affirmation identitaire et culturelle sans rapport avec la croyance religieuse. Ils peuvent agir par cynisme politique ou par croyance en une supériorité civilisatrice de cette religion (qui n'est pas la leur). D'autres peuvent opter pour une religion sans dieu(x) comme le bouddhisme. L'agnosticisme n'est pas lui-même un système unifié, et donc se trouve sujet à interprétation dans sa pratique.

### Autres positions philosophiques sur Dieu
L’agnosticisme est, à l’origine, en opposition aux religions, induisant le doute sur la connaissance de dieu(x), dans le sens où il doute de son (leur) existence, avant de douter de son (leur) inexistence. Il va donc, dans un premier temps, dans le même sens que l’athéisme. Cependant, alors que l’athéisme affirme l’inexistence de dieu(x), l’agnosticisme ne peut encore, à un moment ou à jamais, le suivre, en l’absence de preuves suffisantes. Inversement, il ne peut pas suivre non plus les diverses formes de déismes, qui affirment sans preuve l’existence d’un être suprême, d'un ou plusieurs dieux indéfinissables, dans le sens où nulle personne ou nul mouvement religieux ne peut selon lui se prétendre être le dépositaire exclusif de sa volonté. Dans les deux cas, aucune certitude n’est établie, car il n’existe encore ou n’existera jamais aucun fait reconnu et établi scientifiquement qui permettrait de statuer sur la question. Quant aux démarches de purs raisonnements formulés par les deux partis, ils sont inutiles car impuissants à prouver quoi que ce soit, car ils ne relèvent que de la « raison pure », et ne peuvent pas, de toute façon, surpasser la valeur, déjà insuffisante, de l’argument ontologique.
Cependant, cette position ne relève pas exclusivement de l'indifférence religieuse (comme c'est le cas de l'apathéisme), car l'agnosticisme reconnaît malgré tout l'impact que pourrait avoir l'existence d'une divinité, ne serait-ce qu'en termes d'eschatologie (ce sont peut-être l'Au-delà et l'éternité qui sont en jeu). Selon les degrés de scepticisme, les partisans restent plus ou moins attentifs à l'arrivée de tout nouvel élément sur la question. Concrètement, du moins dans l'agnosticisme provisoire en pratique, il n'y a pas réellement d'agnostiques qui accordent personnellement une valeur égale aux deux hypothèses. On distingue les agnostiques athées pour ceux qui penchent en faveur de l'inexistence de dieu(x) et les agnostiques théistes pour ceux qui penchent en faveur de son (leur) existence.

## Religions
La conception philosophique même de l'agnosticisme fait qu'un agnostique ne peut pas éprouver de l'animosité à l'égard d'un croyant. L'agnostique peut toutefois être critique quant à certains préceptes religieux et aux actions des fidèles qui revendiquent « l'accomplissement de la volonté divine ». L'agnosticisme n'est pas antithéiste. À l'inverse, toute tentative de prosélytisme à leur égard est mal perçue car nul ne peut prétendre apporter la preuve de l'existence de Dieu (en l'état actuel des connaissances de l'Homme ou à jamais, selon les individus). Un croyant croit autant en Dieu qu'un agnostique assume sa conception philosophique, même si ce dernier la considère comme plus objective. En fait, l'attitude d'un agnostique est surtout fonction du degré de scepticisme de sa position. Un partisan de l'agnosticisme provisoire en pratique aura tendance à être plutôt tolérant et compréhensif, car il conçoit les arguments des croyants et reconnaît, plus ou moins, la possibilité de leur position. À l'opposé, un partisan de l'agnosticisme définitif de principe tendra vers une attitude plus critique, considérant les arguments religieux comme intégralement infondés et irrecevables, et n'affiche donc au mieux que de l'indifférence, si ce n'est du mépris. Les plus radicaux en appellent d'ailleurs à une certaine restriction de l'activité publique des institutions religieuses, car ils estiment qu'elles ne devraient pas être autorisées à véhiculer des théories cosmogoniques infondées (aujourd'hui, ou à jamais) en les présentant comme « vérité absolue ». L'agnosticisme est donc souvent attaché au concept de laïcité ; sans être antireligieux, il reconnaît souvent sa conviction comme étant plus ou moins teintée d'anticléricalisme.
En réalité, l'opposition entre croyants et agnostiques concerne davantage la question de l'intervention de Dieu dans les affaires humaines que celle de son existence. La plupart des religions affirment tenir leur savoir de révélations par leur dieu, ce qui en fait une connaissance sacrée, hors de portée de l'analyse scientifique. Or, un agnostique tient d'abord compte des informations apportées par les sciences (c'est-à-dire les connaissances démontrées ou prouvées) et, malgré la difficulté pour elle d'étudier le domaine religieux (en vertu du principe du Non-recouvrement des magistères), la Science apporte, chaque jour, d'importantes informations fiables sur la nature de notre environnement et nous enseigne à relativiser la place de l'homme dans l'Univers. L'écart observé tend à devenir tellement grand qu'il discrédite l'hypothèse de l'ingérence des dieux dans les affaires humaines, donc également la plupart des révélations dont se prévalent les religions. Il est envisageable que le(s) dieu(x) des religions puissent être des entités de nature supérieure, mais il est invraisemblable qu'ils aient créé l'Univers en s'intéressant d'aussi près à l'humanité telle que cela est décrit dans les écrits religieux, qui font presque toujours référence d'une part à la Création et au fonctionnement du monde et, d'autre part, à des interventions ponctuelles et localisées de leur(s) dieu(x) (prophètes, etc.). Il y a donc un problème de disproportion dans les rapports dieu(x)/hommes tels que décrits par les religions. Par conséquent, l'agnosticisme tend plutôt à considérer les religions comme des constructions sociales et culturelles, qui auraient surtout la fonction de permettre la cohésion sociale (le mot « religion » vient entre autres du latin religare, « relier » : relier Dieu et les hommes, mais aussi les hommes entre eux). En l'absence de preuves établies scientifiquement, l'agnosticisme soutient qu'on ne peut prendre au sérieux les affirmations des religions comme des indices objectifs de l'existence de(s) dieu(x).
L'agnosticisme adopte ainsi une attitude de parfaite neutralité envers les religions, du moins tant qu'elles respectent les droits fondamentaux de la personne humaine. L'annulation des sacrements ou assimilés (telle la débaptisation dans le Christianisme) n’est nullement nécessaire aux agnostiques, ces derniers n'attachant pas d’importance aux divers rites religieux. Les fêtes religieuses, comme Pâques, Noël, Yom Kippour, ou l'Aïd al-Adha, peuvent être tout aussi bien célébrées. Elles sont perçues, tout simplement, comme des fêtes traditionnelles. De même, un agnostique peut se rendre à l'intérieur des édifices religieux si bon lui semble, afin, par exemple, d'y contempler l'architecture, ou pour des raisons de convention sociale. Il n'y a aucune interdiction ou doctrine liée au fait d'être agnostique, puisque l'agnosticisme ne suit, par définition, aucun précepte absolu, si ce n'est « suivez votre raison aussi loin qu'elle vous mènera et ne prétendez pas que des conclusions sont certaines quand elles ne sont pas démontrées ou quand elles sont indémontrables ». C'est pourquoi l'agnosticisme peut se concilier avec une certaine pratique religieuse ; chacun étant libre, à défaut de certitude scientifique, de suivre sa foi, comme il lui plaira. En cela, l'agnosticisme rejoint l'adage de Blaise Pascal : « Le cœur a ses raisons, que la raison ne connaît point ». Il faut donc plutôt assimiler l'agnosticisme à un courant de pensée philosophique qu'à une religion.
Selon Liliane Voyé, pour les agnostiques, les religions sont de pures constructions sociales et culturelles qui auraient surtout eu pour fonction d'assurer la cohésion et l'ordre dans les sociétés humaines traditionnelles, par exemple au travers de la menace de l'enfer, de la promesse du paradis, de la notion de péché ou du principe du bouc émissaire.
Les religions théistes sont les premières visées par la pensée de l'agnosticisme. Ce sont leurs conceptions de Dieu que l'agnosticisme a d'abord étudiées et à partir desquelles il a construit sa pensée. Néanmoins, les controverses sont presque toutes restées limitées au christianisme.

### Christianisme
Les relations entre le christianisme et l'agnosticisme sont faites à la fois de confrontations et de tolérances. L'exemple le plus évocateur est le débat qui eut lieu entre les représentants des Églises et les défenseurs de la théorie de l'évolution de Charles Darwin. Après quelques débats passionnés, l'Église catholique reconnut la plausibilité de la théorie (en admettant qu'Adam et Ève pouvaient être des symboles) d'abord comme hypothèse, puis comme davantage qu'une hypothèse. Il n'en existe pas moins dans quelques milieux protestants une persistance du créationnisme, entre autres chez les mouvements évangéliques américains, qui est en totale opposition avec la conception philosophique de l'agnosticisme. En effet, le créationnisme se propose de donner une valeur scientifique à des affirmations purement dogmatiques (comme la Création du monde en une semaine), relevant de la foi et non d'une démarche inductive et rationnelle, comme le relève la position agnostique. L'agnosticisme se montre alors d'autant plus critique que le créationnisme se rend coupable de confusion entre foi et empirisme (rompant ainsi avec le non-recouvrement des magistères).

### Islam
Le Coran condamne les mécréants ainsi que les « faux croyants », nommés les « hypocrites », mais pas spécifiquement les agnostiques. L'histoire de la théologie musulmane est d'ailleurs jalonnée de doutes : au VIe siècle, Burzoe, ministre du roi sassanide Khosro Ier, exprime ses doutes concernant la vérité des religions de son époque, soupçonnant leurs enseignements d'être vides de sens, et considérant les croyants comme les victimes d'une illusion. Cette pensée a influencé très tôt l'islam, initiant une tradition de libre-pensée et de littérature sceptique qui a conduit au scepticisme des missionnaires ismaëliens, ainsi qu'à celui d'Al-Ghazâlî au XIe – XIIe siècle. Cependant, le doute, en islam, ne porte pas sur l'existence même de Dieu, mais sur la définition d'une pratique de son culte sur Terre. Si, comme le pensent des théologiens de plusieurs religions et quelques philosophes comme Platon ou Plotin, le sentiment du dieu unique est inné en la nature humaine, il n'y a pas besoin de preuve de son existence ; les révélations ne concernent alors que les modalités du culte à lui rendre, par gratitude d'abord, et accessoirement pour obtenir une éventuelle rédemption dans la vie éternelle.
Toutefois, il reste possible que, dans la recherche intellectuelle de Dieu, le doute quant à son existence même soit temporairement toléré par l'islam (soit dans le cadre de la pensée spéculative, soit dans un moment de désarroi), mais la condition reste d'aboutir, finalement, au monothéisme définitif, et donc la reconnaissance soumise à Allah par le biais des enseignements attribués à Mahomet son prophète. De ce fait, ce sont plus particulièrement l'athéisme et l'agnosticisme définitif de principe, c'est-à-dire le refus inébranlable de reconnaître Allah, qui sont absolument condamnés. Mahomet a conseillé à ses disciples (sahâba, compagnons) de ne pas se polariser sur des questions qui les dépassent. Selon le livre At-Targhîb wa At-Tarhîb, Mahomet conseille à ses compagnons : « Méditez sur la création de Dieu, ne méditez point sur Son Essence, car vous ne l’estimerez pas comme Il doit l’être ». Concrètement, cette idée a été reprise par les théologiens musulmans rationalistes sous la forme d'un agnosticisme religieux, qui affirme l'existence d'un fossé infranchissable entre Dieu et sa création qu'il transcende, rendant impossible toute prédiction ou connaissance à son sujet. En cela, ils rejoignent partiellement l'agnosticisme définitif de principe, qui préconise de délaisser totalement les réflexions sur le divin[réf. incomplète]. Cet agnosticisme partiel, en rappelant les limites conceptuelles humaines, s'accorde sur ce point avec les religions dites de la révélation. En effet, la révélation ne se définit pas selon elles comme un phénomène objectif librement observable par tous, mais comme une « confidence » divine seulement adressée à une minorité très restreinte d'humains ayant la chance d'être élus pour recevoir des révélations inaccessibles humainement, par la grâce de Dieu. Hors de la révélation, personne n’a le droit, dans cette optique, d’affirmer — a fortiori d'imposer — quelque interprétation que ce soit concernant des questionnements dépassant en principe l'entendement humain, de sorte que l'on ne pourrait rien attendre de l'analyse scientifique et rationnelle sur ces sujets.

### Judaïsme
La plupart des penseurs et exégètes juifs considèrent que l'on peut arriver à « trouver » Dieu par sa seule raison, l'exemple type étant le patriarche Abraham. Cependant, selon la Bible, Dieu fait des miracles pour que l'on croie en lui et en son omnipotence, notamment dans l'Exode[réf. nécessaire].

### Religions non théistes
Certaines traditions religieuses réfutent la croyance en un dieu créateur. Parmi les religions non théistes, sont encore pratiquées de nos jours le bouddhisme et le jaïnisme, tandis que le courant athée du Sâmkhya ne le serait plus. Ces trois points de vue non théistes partagent la même croyance dans la loi du karma, loi de causalité correspondant à ce qui pourrait être attribué à un créateur dans le contexte théiste. Ces religions sont plus difficiles à appréhender pour l'agnosticisme car elles ne font pas référence expressément à une ou des divinités. Or, si l'agnosticisme s'intéresse à toute religion, il se penche plus sur les signes de l'existence de dieu(x) créateur(s) et/ou interventionniste(s) à travers les faits allégués par les religions que sur leurs contenus dogmatiques, dont proviennent les rites et traditions (qui ont un aspect d'abord et surtout social)[réf. nécessaire]. Cependant, les religions, au sens large, ont toutes en commun de proposer une autorité morale dont elles présentent souvent l'origine comme transcendante à l'Homme, c'est-à-dire divine. La vision agnostique consiste toujours à douter de la divinité de cette source d'autorité.
Le bouddhisme, même s'il ne vénère pas forcément de dieu, propose néanmoins une cosmogonie (une organisation du monde) et une vision de la vie après la mort, c'est-à-dire des affirmations fondées uniquement sur des dogmes, ce qui peut en faire une religion. Le concernant, l'agnosticisme s'intéresse surtout à la notion de karma, fondamentale dans la pensée bouddhiste, selon laquelle tous les êtres vivants sont pris dans un cycle de réincarnations perpétuelles, dans lequel ils ne peuvent progresser que par la réalisation d'actions vertueuses, et cela, dans l'espoir d'échapper à ce cycle des réincarnations pour atteindre le Nirvāna. L'agnostique pourrait remarquer que si la progression des individus est conditionnée par la valeur de leurs actions, cela signifie qu'il existe quelque chose (une entité transcendante) définissant le bien et le mal, et régulant les parcours des individus en fonction de la proportion de bien et de mal présents dans leurs actions. Le point de vue agnostique consiste à mettre en doute l'existence de ces entités transcendantes, et moins à contester l'idée de cycle de réincarnation (difficilement formalisable en l'absence de définition claire de l'identité là où la mémoire ne subsiste pas), ainsi que les idées de hiérarchisation et de progression des êtres telles qu'elles sont définies dans beaucoup de variantes du bouddhisme, compte tenu des éléments de connaissance actuelle (avec une plus ou moins grande perspective de recueillir de nouveaux éléments selon les points de vue). Quant à l'affiliation, elle reste affaire de convention sociale, comme indiqué plus haut.

## Critiques
Certains athées les considéreraient comme coincés dans une progression inachevée vers l'athéisme, voire le qualifient d'« athéisme faible », comme le reste des irréligions, d'ailleurs. Cette raillerie contre une posture dite de l'« hésitation » simplifie le choix agnostique qui se rapproche plutôt d'une forme de sagesse de la prudence face à l'ignorance. Selon l'expression de Bertrand Russell dans ses « Essais sceptiques » : « l'attitude rationnelle consiste à n'admettre que sur preuves, et à suspendre son jugement là où la preuve fait défaut ».
Selon Friedrich Engels, dans l'introduction anglaise de Socialisme utopique et socialisme scientifique, l'agnosticisme est un matérialisme « honteux », c'est-à-dire que l'agnostique comme Thomas Huxley, a honte de son matérialisme et rejette dès lors moralement le matérialisme,, ainsi, pour le lecteur anglais de la fin du XIXe siècle, « Agnosticisme serait tolérable, mais matérialisme est absolument inadmissible ».

## Statistiques
En 2010, 639 millions de personnes dans le monde seraient agnostiques,. Un sondage de l'institut Harris Interactive, publié par le Financial Times et daté de décembre 2006, dénombre 32 % d'agnostiques en France, soit autant que d'athées,, donc environ 21 millions de personnes, en France en 2013.

## Médias
Protagoras est resté célèbre pour son agnosticisme avoué et un certain relativisme.
D'éminents artistes, intellectuels et scientifiques se sont revendiqués, implicitement ou explicitement, agnostiques. On peut par exemple citer : Blaise Cendrars, Charles Darwin,,,, Émile Durkheim, Thomas Edison, Albert Einstein,,, Charlie Chaplin, Carl Sagan, Marie Curie, Thomas Henry Huxley,, Claude Bernard, Émile Littré, Clarence Darrow, Lucien Rebatet,  Albert Camus.